# Rochepaule
Rochepaule är en kommun i departementet Ardèche i regionen Auvergne-Rhône-Alpes i sydöstra Frankrike. Kommunen ligger  i kantonen Saint-Agrève som ligger i arrondissementet Tournon-sur-Rhône. År 2022 hade Rochepaule 238 invånare.

## Befolkningsutveckling
Antalet invånare i kommunen Rochepaule
Referens: INSEE